# Herody

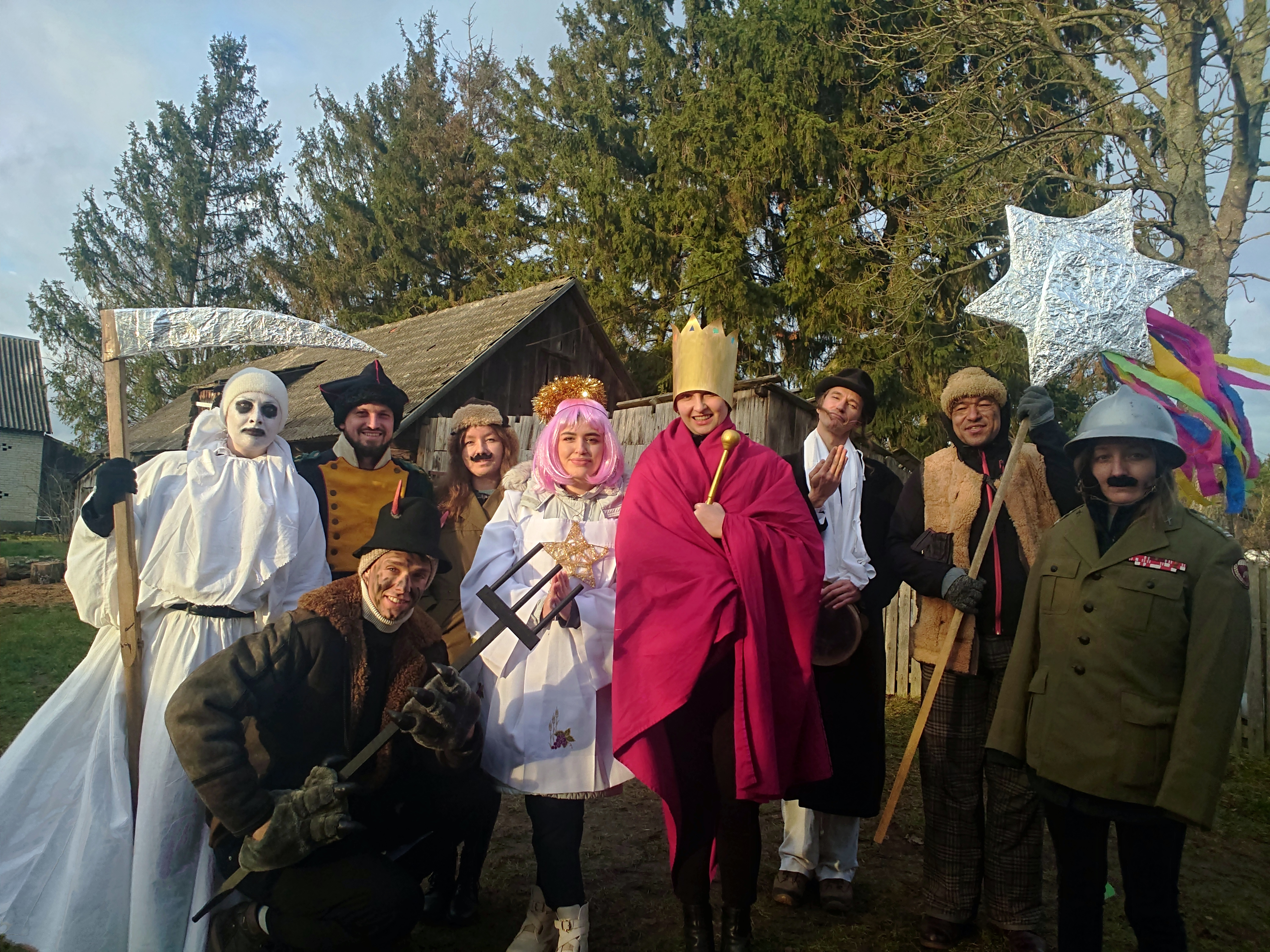
Grupa herodowa na Kurpiach Zielonych, grudzień 2023

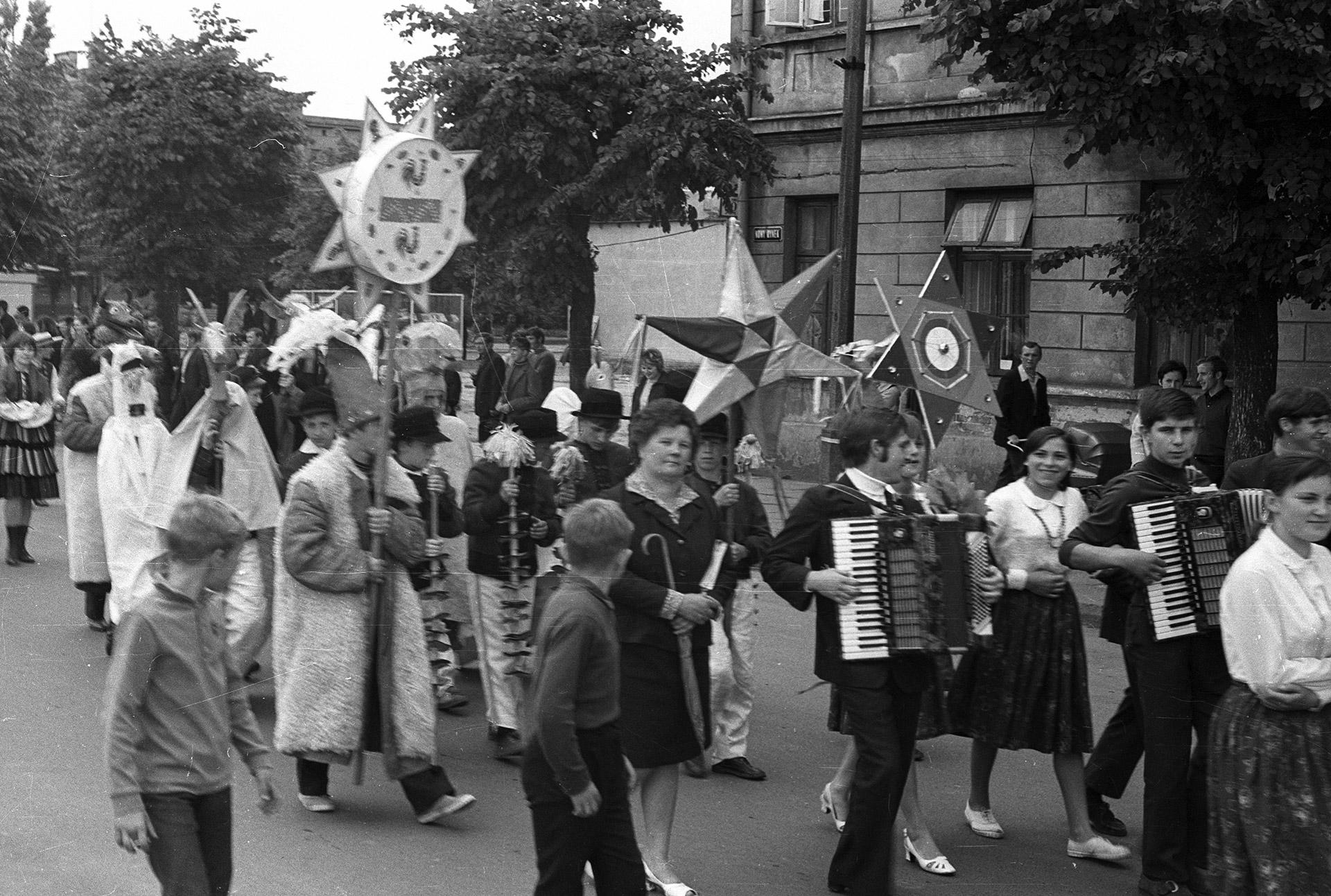
Herody w Płocku, 1971

Herody – ludowe przedstawienia bożonarodzeniowe, podobne do jasełek, odgrywane w różnych regionach Polski przez grupy kolędnicze.

## Opis
Przedstawienie wywodzi się z teatru średniowiecznego. Jest śladem dawnych misteriów kościelnych i jest uważane za najważniejszą formę kolędowania.
Treść przedstawienia opiera się na fragmencie Ewangelii (Mt 2, 16-19) opisującym rzeź niewiniątek i śmierć króla Heroda Wielkiego. Główny wątek dramatyczny ma cechy moralitetu – ukazuje walkę dobra (anioł) ze złem (diabeł). Herod skazany jest na wieczne potępienie i poddawany dwóm egzekucjom: śmierć zabiera jego ciało, a diabeł – duszę. W niektórych regionach Polski do wątku głównego dodawane były wątki fakultatywne, np. humorystyczne sceny z Żydem i Turkiem lub wizyta Trzech Króli albo akcenty patriotyczne (ułan walczący z Turkiem).
Grupa Herodów w okresie od drugiego dnia Bożego Narodzenia (wspomnienie św. Szczepana) do Święta Trzech Króli (a czasem do święta Matki Boskiej Gromnicznej 2 lutego) przechodzi przez miejscowość. Publiczność stanowią mieszkańcy odwiedzanych i mijanych posesji. Praktykowane są również formy sceniczne lub łączone (pochód oraz finał na scenie). Biorący udział w przedstawieniu sami przygotowują przebrania i rekwizyty, uczą się roli. Grupy biorą udział w konkursach i przeglądach.

### Schemat głównego wątku
1. Przedstawienie Heroda (dokonane przez marszałka lub kogoś z jego świty).
2. Autoprezentacja Heroda.
3. Wiadomość o narodzinach Chrystusa (podana przez Trzech Królów albo kogoś ze świty Heroda).
4. Przesłuchanie Żyda o miejscu narodzenia Mesjasza.
5. Wydanie rozkazu zabicia wszystkich niemowląt płci męskiej.
6. Nakłanianie Heroda do zmiany decyzji (anioł lub syn Heroda).
7. Zapowiedź śmierci Heroda (anioł, w niektórych regionach Turek).
8. Pojawienie się śmierci i diabła oraz próba wykupienia się Heroda od śmierci.
9. Śmierć Heroda i spór między diabłem i śmiercią o jego duszę[1][13][14][15].